# Sakartvelos Sup'ertasi 2018
La 18ª edizione della Sakartvelos Sup'ertasi si è svolta il 24 febbraio 2018 al Davit Petriashvilis Sakhelobis Stadioni di Tbilisi tra il T'orp'edo Kutaisi, vincitore della Erovnuli Liga 2017 e il Chik. Sachkhere, vincitore della Sakartvelos tasi 2017.
Il T'orp'edo Kutaisi si è aggiudicato il trofeo per la prima volta nella sua storia.

## Tabellino
| Arbitro: | Vadatchkoria |

|                               |           |               |
| Kukhianidze 86’ Kutalia 90+1’ | Marcatori | 76’ Bughridze |